# Toni Maraini
Antonella Maraini, detta Toni (Tokyo, 1941), è una scrittrice, storica dell'arte ed etnologa italiana.

## Biografia
Terzogenita dell'etnologo Fosco Maraini e di Topazia Alliata, è sorella della scrittrice Dacia e della musicista Yuki.
Toni Maraini è una delle maggiori esperte di letteratura maghrebina, di cui ha scritto per i principali giornali italiani. Ha partecipato a numerosi convegni sulle culture del Mediterraneo, ponendo particolare attenzione alla condizione delle donne. Ha vissuto in Marocco dal 1964 al 1987, insegnando in varie istituzioni scolastiche; il suo libro, la raccolta di racconti intitolata Ultimo tè a Marrakesh contiene ricordi, visioni e incontri di quegli anni.
Il suo ultimo libro "da Ricòrboli alla luna" scrive brevi saggi sulla vita e l'opera del padre Fosco Maraini. Nel 2007, con il romanzo Lettera da Benares, ha vinto il Premio Mondello per la narrativa italiana.
Ha tradotto o presentato opere di scrittori quali Rachid Boudjedra, Mohamed Choukri, Etel Adnan, Assia Djebar.
Ha avuto due figlie da Mohamed Melehi: Mujah Melehi (1970) e Nour Shems Melehi (1978).

## Opere
- Anno 1424, Marsilio, Venezia 1976
- Message d'une migration: poeme 1970-1975, Shoof, 1976
- Le recit de l'occultation: deveoilement, Shoof, Casablanca 1982
- La murata, introduzione di Alberto Moravia, La luna, Palermo 1991
  - Sealed in stone, translated by A.K. Bierman; introduction by Alberto Moravia, City Lights Books, San Francisco 2002
- Ultimo tè a Marrakesh, Lavoro, 1994
- Poema d'Oriente, Semar, 2000
- Ultimo tè a Marrakesh e nuovi racconti, Lavoro, 2000
- Diario di viaggio in America, La Mongolfiera, 2003
- Le porte del vento. Poesie 1995-2002, Manni, 2003
- Ricordi d'arte e prigionia di Topazia Alliata, (scritto con Topazia Alliata) premessa di Denis Mack Smith, Sellerio, Palermo 2003
- Fuga dall'impero. Ovvero il paradosso di Parmenide, Poiesis Editrice, 2004
- La lettera da Benares, Sellerio, 2007
- I sogni di Atlante: aedi, saltimbanchi, poetesse e musicanti nella tradizione di spettacolo popolare del Maghreb, Poiesis, Alberobello 2007
- Pandemonio Blues, Poiesis, Alberobello 2009
- Da Ricòrboli alla luna: brevi saggi sulla vita e l'opera di Fosco Maraini, Poiesis, Alberobello 2012
- Ballando con Averroè: racconti di viaggio in un mondo musulmano che non fa paura, Poiesis, Alberobello 2015
- Toni Maraini, Topazia Alliata: una Galleria d'arte con vista sul mondo, De Luca Editori d'arte, 2022, ISBN 9788865575345.

## Traduzioni
- Etel Adnan, Ai confini della luna e altri racconti, traduzione e presentazione di Toni Maraini, Jouvence, Roma 1995
- Assia Djebar, Le notti di Strasburgo, traduzione e postfazione di Toni Maraini, Il saggiatore, Milano : 2000
- Etel Adnan, Apocalisse araba, traduzione dall'inglese e prefazione di Toni Maraini, Semar, Roma 2001